# Hisonotus taimensis
Hisonotus taimensis är en fiskart som först beskrevs av Buckup, 1981.  Hisonotus taimensis ingår i släktet Hisonotus och familjen Loricariidae. Inga underarter finns listade i Catalogue of Life.